# Свердруп (тауншип, Миннесота)
Свердруп (англ. Sverdrup) — тауншип в округе Оттер-Тейл, Миннесота, США. На 2000 год его население составило 577 человек.

## География
По данным Бюро переписи населения США площадь тауншипа составляет 92,4 км², из которых 73,7 км² занимает суша, а 18,7 км² — вода (20,25 %).

## Демография
По данным переписи населения 2000 года здесь находились 577 человек, 236 домохозяйств и 182 семьи.  Плотность населения —  7,8 чел./км².  На территории тауншипа расположено 450 построек со средней плотностью 6,1 построек на один квадратный километр. Расовый состав населения: 98,27 % белых, 0,35 % афроамериканцев, 0,17 % коренных американцев, 0,35 % азиатов, 0,35 % — других рас США и 0,52 % приходится на две или более других рас. Испанцы или латиноамериканцы любой расы составляли 0,87 % от популяции тауншипа.
Из 236 домохозяйств в 28,0 % воспитывались дети до 18 лет, в 70,8 % проживали супружеские пары, в 3,8 % проживали незамужние женщины и в 22,5 % домохозяйств проживали несемейные люди. 19,5 % домохозяйств состояли из одного человека, при том 8,5 % из — одиноких пожилых людей старше 65 лет. Средний размер домохозяйства — 2,44, а семьи — 2,79 человека.
21,5 % населения — младше 18 лет, 6,6 % — в возрасте от 18 до 24 лет, 22,5 % — от 25 до 44, 31,4 % — от 45 до 64, и 18,0 % — старше 65 лет. Средний возраст — 44 года. На каждые 100 женщин приходилось 112,9 мужчин.  На каждые 100 женщин старше 18 приходилось 105,9 мужчин.
Средний годовой доход домохозяйства составлял 47 431 доллар, а средний годовой доход семьи —  51 161 доллар. Средний доход мужчин —  35 000  долларов, в то время как у женщин — 21 923. Доход на душу населения составил 20 962 доллара. За чертой бедности находились 4,5 % семей и 5,6 % всего населения тауншипа, из которых 1,6  младше 18 и 10,6 % старше 65 лет.